# Udo Ungeheuer

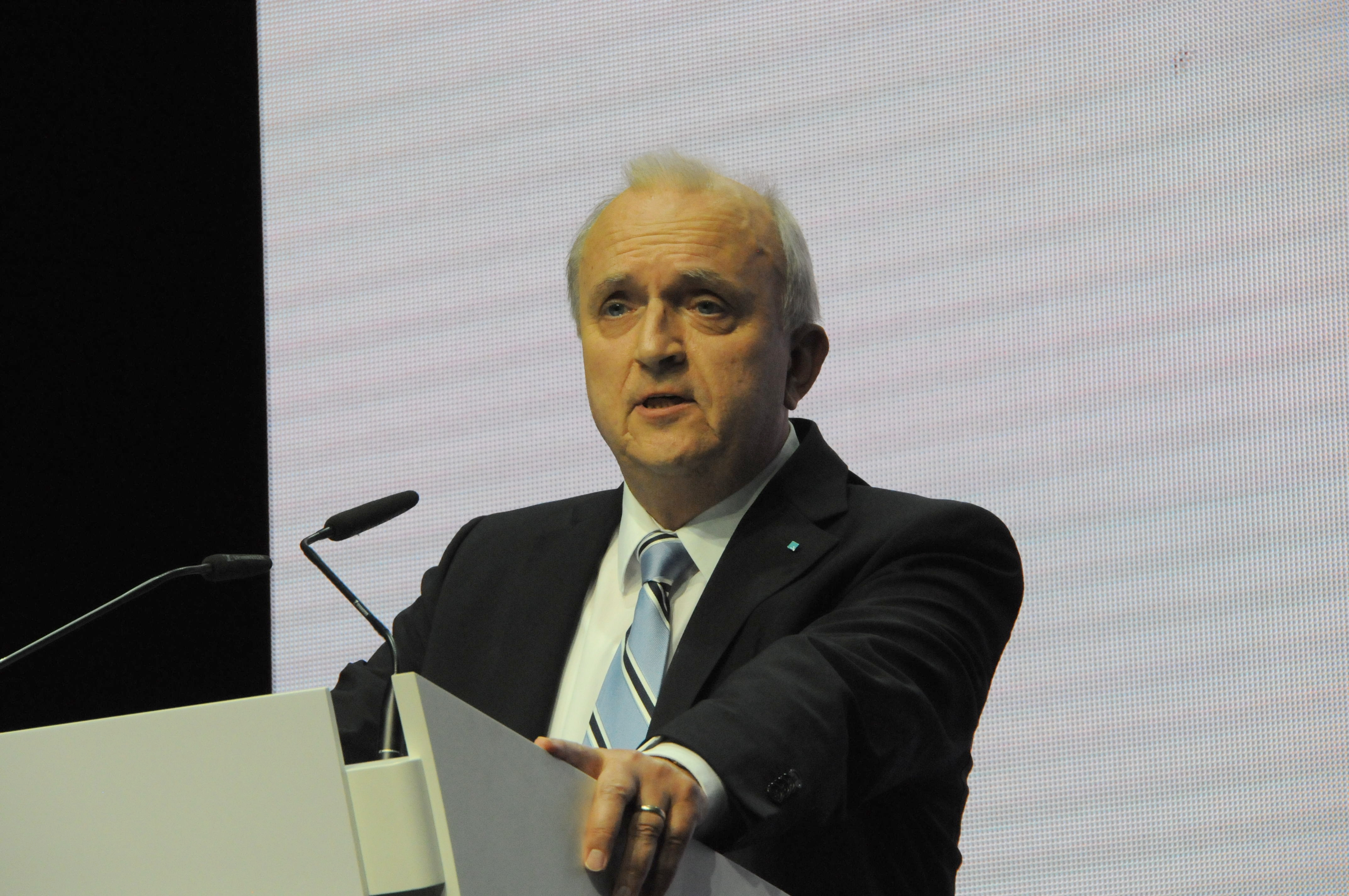
Prof. Dr.-Ing. Udo Ungeheuer auf dem Deutschen Ingenieurtag 2017 in Düsseldorf

Udo Ungeheuer (* 23. Oktober 1950 in Bad Godesberg) ist ein deutscher Manager. Zwischen 2004 und 2013 war er Vorstandsvorsitzender der Schott AG in Mainz. Von 2013 bis 2018 war er Präsident des Vereins Deutscher Ingenieure (VDI).

## Biografie
Nach dem Abitur war Ungeheuer Reserveoffizieranwärter beim Panzerbataillon 14; er schied als Leutnant der Reserve aus. Ungeheuer studierte Maschinenbau an der RWTH Aachen. Sein Studium schloss er 1979 als Diplomingenieur ab und promovierte 1985 zum Dr.-Ing.
Seine berufliche Laufbahn begann er 1983 am Werkzeugmaschinenlabor der RWTH Aachen, wo er als geschäftsführender Oberingenieur die Leitung der Forschungsgruppen Montage und Fertigungstechnik innehatte. Ungeheuer arbeitete von 1986 bis 1994 für die BMW AG in München, zuletzt als Leiter der Logistik, der Technischen Planung und des Versuchsfahrzeugbaus. Anschließend wechselte er in den Vorstand bei Schott. Seine Zuständigkeit erstreckte sich auf die Geschäftseinheiten Technologieentwicklung und Personal sowie Home Tech und Display Solutions. Von 2004 bis 2013 war Ungeheuer Vorstandsvorsitzender des Spezialglaskonzerns. Daneben war er in den Aufsichtsräten mehrerer Schott-Tochtergesellschaften vertreten und er war Erster Vorsitzender des TSV Schott Mainz, dem größten Mainzer Breitensportverein.
Ungeheuer war Präsident des Bundesverbandes Glasindustrie e.V. und Vorsitzender des Vorstandes der Hüttentechnischen Vereinigung der deutschen Glasindustrie (HVG). Die Fachhochschule Mainz bestellte Ungeheuer 2006 zum Honorarprofessor. Er unterrichtet dort mit dem Schwerpunkt Wirtschaftswissenschaften. 
Im November 2012 wurde Ungeheuer zum Präsidenten des Vereins Deutscher Ingenieure (VDI) gewählt. Er trat diese Position am 1. Januar 2013 an. Den Vorstandsvorsitz bei der Schott AG gab er Ende Februar 2013 ab. Ungeheuer schied satzungsgemäß Ende 2018 als VDI-Präsident aus. Sein Nachfolger wurde Volker Kefer.

## Auszeichnungen
Für sein Engagement um die Entwicklung innovativer Produkte und um die Rhein-Main-Region sowie den Produktionsstandort Mainz wurde Udo Ungeheuer am 4. Oktober 2005 von Bundespräsident Horst Köhler mit dem Verdienstorden der Bundesrepublik Deutschland geehrt. Außerdem wurde Ungeheuer ausgezeichnet mit der Borchers-Plakette der RWTH Aachen sowie der Wirtschaftsmedaille des Landes Rheinland-Pfalz. 2010 verlieh Jens Beutel den Ehrenring der Stadt Mainz an ihn. Im Februar 2013 erhielt er den Mérite Européen. 2021 ernannte ihn der VDI zu seinem Ehrenmitglied.